# Francis Lawrence
Francis Lawrence (n. 26 martie 1970, Viena, Austria) este un regizor american de filme și videoclipuri.

## Filmografie

### Filme și seriale TV
- Constantine (2005)
- I Am Legend (2007)
- Kings (2009) (trei episoade)
- Water for Elephants (2011)
- Touch (2011)
- Survivor (TBA)

### Listă de videoclipuri
| Produs în       | Artist(i)                                       | Videoclip                                                    |
| --------------- | ----------------------------------------------- | ------------------------------------------------------------ |
| august 1993     | Tidal Force                                     | A Man Rides Through                                          |
| -               | Omniscence                                      | Touch Y'all                                                  |
| 1994 –          | A Western Front                                 | Go                                                           |
| 1994 –          | A Western Front                                 | The Problem                                                  |
| 1994 –          | AlldaRon West                                   | We've Got That Kind of Love                                  |
| mai 1994        | Life of Agony                                   | This Time                                                    |
| august 1994     | AlldaRon West                                   | Safe In Your Arms                                            |
| 1995 –          | Ahmad feat. Ras Kass & Saafir                   | Come Widdit                                                  |
| 1995 –          | Foreigner                                       | All I Need to Know                                           |
| aprilie 1995    | The BUMS                                        | Elevation (Free My Mind)                                     |
| august 1995     | Boyz of Paradize                                | Shining Star                                                 |
| 1996 –          | Akon                                            | Operations of Nature                                         |
| 1996 –          | Royal C                                         | They Don't Want None                                         |
| 1996 –          | Unwritten Law                                   | Superman                                                     |
| iunie 1996      | Color Me Badd                                   | Sexual Capacity                                              |
| septembrie 1996 | Organized Noize feat. Queen Latifah             | Set It Off                                                   |
| octombrie 1996  | Mista                                           | Lady                                                         |
| octombrie 1996  | Tevin Campbell                                  | I Got It Bad                                                 |
| octombrie 1996  | Art Porter feat. Lalah Hathaway                 | One More Chance                                              |
| decembrie 1996  | The Braxtons                                    | Only Love                                                    |
| 1997 –          | Bad Religion                                    | 10 In 2010                                                   |
| ianuarie 1997   | Monica                                          | For You I Will                                               |
| ianuarie 1997   | Ray J                                           | Let It Go                                                    |
| martie 1997     | Eric Benét                                      | Femininity                                                   |
| aprilie 1997    | Jocelyn Enriquez                                | A Little Bit of Ecstasy                                      |
| aprilie 1997    | Third Eye Blind                                 | Losing a Whole Year                                          |
| aprilie 1997    | Naked                                           | Mann's Chinese                                               |
| aprilie 1997    | Ray J                                           | Everything You Want                                          |
| iunie 1997      | Coolio feat. 40 Thevz                           | C U When U Get There                                         |
| iunie 1997      | Deborah Cox                                     | Things Just Ain't the Same                                   |
| iulie 1997      | Adina Howard                                    | (Freak) And U Know It                                        |
| august 1997     | Natalie Cole                                    | A Smile Like Yours                                           |
| august 1997     | Vanessa L. Williams                             | Happiness                                                    |
| septembrie 1997 | En Vogue                                        | Too Gone, Too Long                                           |
| octombrie 1997  | LSG                                             | My Body                                                      |
| decembrie 1997  | Wyclef Jean feat. Refugee Camp All-Stars        | Gone Till November                                           |
| 1998 –          | 112 feat. Mase                                  | Love Me                                                      |
| martie 1998     | Sarah McLachlan                                 | Adia                                                         |
| martie 1998     | Robyn                                           | Do You Really Want Me (Show Respect)                         |
| aprilie 1998    | Pras Michel feat. Ol' Dirty Bastard & Mýa       | Ghetto Supastar (That Is What You Are)                       |
| mai 1998        | Aerosmith                                       | I Don't Want to Miss a Thing                                 |
| august 1998     | Fastball                                        | Fire Escape                                                  |
| noiembrie 1998  | Seal                                            | Human Beings                                                 |
| noiembrie 1998  | Timbaland feat. Magoo & Missy Elliott           | Here We Come                                                 |
| februarie 1999  | Ginuwine                                        | What's So Different?                                         |
| 1999 April      | Maxwell                                         | Fortunate                                                    |
| 1999 May        | Seal                                            | Lost My Faith                                                |
| 1999 June       | Fastball                                        | DNA                                                          |
| 1999 June       | Jay-Z                                           | Girl's Best Friend                                           |
| 1999 June       | Tracie Spencer                                  | It's All About You (Not About Me)                            |
| 1999 August     | Brian McKnight                                  | Back At One (Version 1)                                      |
| 1999 August     | Jennifer Lopez                                  | Waiting for Tonight/Una Noche Mas                            |
| 1999 October    | Enrique Iglesias                                | Rhythm Divine                                                |
| 1999 November   | Lauryn Hill feat. Bob Marley                    | Turn Your Lights Down Low                                    |
| 2000 February   | Melanie C feat. Lisa Left-Eye Lopes             | Never Be the Same Again                                      |
| 2000 March      | Ricky Martin                                    | Private Emotion                                              |
| 2000 April      | Third Eye Blind                                 | 10 Days Late                                                 |
| 2000 July       | Whitney Houston feat. Enrique Iglesias          | Could I Have This Kiss Forever                               |
| 2000 September  | Destiny's Child                                 | Independent Women Part I                                     |
| 2000 October    | Nelly Furtado                                   | I'm Like a Bird                                              |
| 2000 November   | Lil' Kim                                        | How Many Licks?                                              |
| 2001 –          | Backstreet Boys feat. Pharrell & Clipse         | The Call (Neptunes Remix)                                    |
| 2001 January    | Green Day                                       | Warning                                                      |
| 2001 January    | Backstreet Boys                                 | The Call                                                     |
| 2001 February   | Aerosmith                                       | Jaded                                                        |
| 2001 March      | Jennifer Lopez                                  | Play                                                         |
| 2001 June       | Janet Jackson                                   | Someone to Call My Lover                                     |
| 2001 July       | Janet Jackson feat. Jermaine Dupri              | Someone to Call My Lover (So So Def Remix)                   |
| 2001 August     | P.O.D.                                          | Alive                                                        |
| 2001 September  | Long Beach Dub Allstars feat. will.i.am         | Sunny Hours                                                  |
| 2001 September  | Destiny's Child                                 | Emotion                                                      |
| 2001 September  | Britney Spears                                  | I'm a Slave 4 U                                              |
| 2001 October    | Ginuwine                                        | Just Because                                                 |
| 2001 October    | Shakira                                         | Whenever, Wherever/Suerte                                    |
| 2001 October    | Janet Jackson feat. Missy Elliott & Carly Simon | Son of a Gun (I Betcha Think This Song Is About You)         |
| 2002 –          | Garbage                                         | Breaking Up the Girl (Film)                                  |
| 2002 –          | Alanis Morissette                               | Hands Clean (Behind-the-Scenes)                              |
| 2002 January    | Garbage                                         | Breaking Up the Girl (Version 1)                             |
| 2002 January    | Natalie Imbruglia                               | Wrong Impression                                             |
| 2002 February   | Alanis Morissette                               | Hands Clean (Version 1)                                      |
| 2002 April      | Goo Goo Dolls                                   | Here Is Gone                                                 |
| 2002 May        | Incubus                                         | Warning                                                      |
| 2002 June       | Alanis Morissette                               | Precious Illusions                                           |
| 2002 June       | Will Smith                                      | Black Suits Comin' (Nod Ya Head)                             |
| 2002 June       | Pink                                            | Just like a Pill                                             |
| 2002 July       | Will Smith feat. Christina Vidal & Tra-Knox     | Nod Ya Head (Remix)                                          |
| 2002 August     | Michelle Branch                                 | Goodbye To You                                               |
| 2002 August     | OK Go                                           | Get Over It                                                  |
| 2002 September  | Avril Lavigne                                   | Sk8er Boi                                                    |
| 2002 November   | Jennifer Lopez                                  | Jenny from the Block                                         |
| 2002 December   | Justin Timberlake feat. Timbaland               | Cry Me a River                                               |
| 2003 January    | Everclear                                       | Volvo Driving Soccer Mom                                     |
| 2003 March      | Justin Timberlake                               | Rock Your Body                                               |
| 2004 June       | The Black Eyed Peas                             | Let's Get It Started                                         |
| 2004 June       | Janet Jackson                                   | All Nite (Don't Stop)                                        |
| 2004 October    | Gwen Stefani                                    | What You Waiting For?                                        |
| 2005 January    | Jennifer Lopez                                  | Get Right (Version 1)                                        |
| 2005 April      | Audioslave                                      | Be Yourself                                                  |
| 2006 –          | Nine Inch Nails                                 | Every Day Is Exactly the Same (Cancelled in post-production) |
| 2006 February   | The Black Eyed Peas                             | Pump It                                                      |
| 2006 April      | The Pussycat Dolls feat. Snoop Dogg             | Buttons                                                      |
| 2007 September  | Nicole Scherzinger                              | Baby Love                                                    |
| 2008 November   | Britney Spears                                  | Circus                                                       |
| 2009 October    | Lady Gaga                                       | Bad Romance                                                  |
| 2011 April      | Beyoncé                                         | Run the World (Girls)                                        |